# Wasserkraftwerk Bukse Fjord
Das Wasserkraftwerk Bukse Fjord ist ein Wasserkraftwerk in Grönland.

## Lage
Das Wasserkraftwerk befindet sich am als Kangerluarsunnguup Qinngua bezeichneten Ende des Fjords Utoqqarmiut Kangerluarsunnguat (Buksefjorden). Es liegt etwa 50 km südöstlich der Hauptstadt Nuuk.

## Geschichte
1984/85 wurde von Grønlands Elforsyning, einer Unterabteilung von Grønlands Tekniske Organisation, ein Plan ausgearbeitet, wie man die grönländischen Städte alternativ mit Strom versorgen könnte. Konkrete Planungen begannen 1989 und im Mai 1990 wurde das Projekt vom Inatsisartut genehmigt. Das Kraftwerk sollte das erste Wasserkraftwerk Grönlands werden.
Das 1993 errichtete Kraftwerk liegt in einem Berg 12 m unter dem Meeresspiegel und ist durch einen 550 m langen Tunnel  erreichbar. Zum Kraftwerk führt ein 10,5 km langer Tunnel, der das Wasser aus dem See Kangerluarsunnguup Tasersua ableitet. Dieser befindet sich 249 m über dem Wasserspiegel im Fjord. Er enthält mit einem effektiven Volumen von 1,9 km³ mehr als das Sechsfache des Jahresverbrauchs des Kraftwerks. Dazu kommen einige Seitentunnel und -schächte. Über einen 1250 m langen Tunnel wird das Wasser vom Kraftwerk in den Fjord abgeleitet.
Zu seiner Inbetriebnahme (1993) war das Kraftwerk zunächst mit zwei Turbinen ausgestattet, deren Generatoren jeweils 15 MW liefern. Ende 2008 kam eine dritte Turbine dazu, die die Gesamtleistung auf 45 MW erhöhte.
Mit dem erzeugten Strom wird die grönländische Hauptstadt Nuuk versorgt. Hierfür wurde eine rund 56 km lange Freileitung mit einer Betriebsspannung von 132 kV gebaut, die auch über die beiden Fjorde Ameralik und Kangerluarsunnguaq (Kobbefjord) führt. Um den Ameralik zu überspannen, wurde mit einem 5376 m langen Abschnitt die weltweit größte Spannweite im Freileitungsbau realisiert.